# Гришинский (хутор)
Гришинский — хутор в Кумылженском районе Волгоградской области России. Входит в состав Суляевского сельского поселения. Население 143 чел. (2010).

## История
До реформы 2005 года входил в Покручинский сельсовет.
В соответствии с Законом Волгоградской области от 14 февраля 2005 года № 1006-ОД «Об установлении границ и наделении статусом Кумылженского района и муниципальных образований в его составе» хутор вошёл в состав образованного Суляевского сельского поселения.

## География
Расположен в западной части региона, в лесостепи, в пределах Хопёрско-Бузулукской равнины, являющейся южным окончанием Окско-Донской низменности, в 1,5 км р. Старый Хопёр и оз. Берёзовое.
Уличная сеть состоит из одного географического объекта: ул. Луговая.
Абсолютная высота 66 метров над уровнем моря.
Географическое положение
Расстояние до
районного центра Кумылженская: 17 км.
областного центра Волгоград: 205 км.

## Население
| 2010 |
| ---- |
| 143  |

Гендерный состав
По данным Всероссийской переписи населения 2010 года в гендерной структуре населения из 143 человек мужчин — 70, женщин — 73 (49,0 и 51,0 % соответственно).
Национальный состав
Согласно результатам переписи 2002 года, в национальной структуре населения
русские составляли 90 % из общей численности населения в 158 чел..

## Инфраструктура
Ведется газификация хутора. Строительство внутрипоселкового газопровода в х. Гришинский включено в областную целевую программу «Газификация Волгоградской области на 2013—2017 годы»

## Транспорт
Стоит на автодороге муниципального значения.